# Five Islands FC
El Five Islands Football Club es un club de fútbol de Antigua y Barbuda que juega la Primera División de Antigua y Barbuda, la máxima categoría del país.

## Historia
Fue fundado en el año de 1971 en la ciudad de Five Islands Village, Saint John.
El club ganó cinco títulos, pero cuatro de ellos fueron en las temporadas desconocidas.

## Palmarés
- Primera División de Antigua y Barbuda: 5

1978. (Otros desconocidos)